# 김일엽 (승려)
김일엽(金一葉, 1896년 4월 28일 ~ 1971년 2월 1일)은 일제강점기의 여성운동가, 언론인, 시인이자, 대한민국의 불교 승려이며 시인 겸 수필가이다. 일본 유학 중에 만난 친구 춘원 이광수가 일본의 여성작가 히구치 이치요(桶口一葉)의 이름에서 따와 지어준 필명을 따서 일엽이라는 필명을 썼다.
목사의 딸로 태어나 일찍이 고아가 되었으나, 어머니와 외할머니의 배려로 삼숭보통고등학교를 마쳤다. 그 뒤 1913년 이화학당에서 신학문을 배웠다. 1918년 이화학당을 졸업한 후 일본으로 유학, 도쿄의 일본 닛신여학교(日新女學敎)를 졸업했다.
일본 유학시기부터 화가 나혜석 등과 함께 자유 연애론과 신정조론을 외치며 개화기 신여성운동을 주도했다. 일본 유학 중 문인으로 데뷔하여 시와 소설, 칼럼 등을 발표하였으며, 귀국 후 1920년에는 폐허 지의 동인으로 참여하고, 1920년에는 신여자지를 직접 창간하였다. 언론 활동으로는 1921년과 1931년 매일신보의 기자로 있었고, 동아일보의 기자로도 있었으며, 동아일보, 조선일보, 조선문단, 매일신보 등에 칼럼과 논설을 기고하였고, 1925년부터 3년간 아현보통학교의 교사로도 근무하였다.
나혜석, 김명순 등과 함께 여성 해방론과 자유 연애론을 주장하고, 여성의 의식 계몽을 주장하는 글과 강연, 자유 연애 활동을 하였다. 이화학당 시절부터 종교에 대한 회의를 해오다, 1927년 불교잡지 불교의 문예란에 기고하면서 불교에 본격적으로 관심을 갖게 된다. 1930년대 초 서울의 선학원 등에서 참선을 하였으며, 1933년 만공선사 하에서 출가, 충남 예산 수덕사에서 1971년 입적한다. 출가시 만공선사가 선수행을 위해 읽고 쓰는 것을 중단하라는 말을 따라, 20여 년 집필 활동을 중단하다 1950년대 후반에 다시 글을 발표하기 시작한다. 1960년에 <어느 수도인의 회상>을 발표하고, 1962년 <청춘을 불사르고>를 발표하며, 1964년에 마지막 저서 <행복과 불행의 갈피에서>를 발표한다. 불명(佛名)은 하엽(荷葉), 도호(道號)는 백련도엽(白蓮道葉), 하엽당(荷葉堂), 본명은 김원주(金元周), 다른 이름은 원주(源珠)이다.

## 생애

### 생애 초반

#### 출생과 유년기
일엽은 1896년 6월 9일 평안북도 룡강군 삼화면 덕동리에서 기독교 목사인 아버지 김용겸(金用兼)과 어머니 이말대(李馬大)의 5남매 중 장녀로 태어났다. 본명은 원주(元周)였다. 5대 독자였던 아버지 김용겸이 결혼한 지 6년 만에 얻은 자식이 김일엽이었다고 한다. 어머니 이말대는 17세 때 집안의 강요로 초혼에 상처한 22세 홀아비 김용겸과 억지 결혼을 하였지만 두 사람은 곧 사이좋은 부부가 되었다. 그가 태어난 뒤로도 동생이 4명이 태어났으나 모두 요절하였다.
아버지 김용겸은 개신교 목회자였다. 아버지 김용겸은 향교의 향장을 지낸 성리학자였으나 뒤에 기독교로 개종하고 목사가 되었다. 개화인사인 아버지 덕에 어려서 서당에 다니며 남자 아이들과 함께 한학을 배웠고, 뒤에는 역시 개화하여 신문물을 접한 어머니 덕에 기독교에 입교하고, 9세 때 구세소학교(救世小學校)에 입학하였다. 어려서부터 총명하여 그는 아들 못지않은 기대 속에 자랐다. 1906년 구세소학교를 졸업하고 삼숭보통여학교에 입학하였다. 삼숭보통여학교 재학 중 윤심덕 등을 만나 오래 친구로 지냈다.
김일엽의 회고에 의하면, 어머니는 개화한 여성으로 여자가 학교에 다니는 일이 드물었던 시절에 딸을 학교에 보냈으며 집과 땅을 다 팔아서라도 대학을 보내고자 하였다고 한다. 남의 집 열 아들 부럽지 않게 세상에서 가장 뛰어난 인물을 만들고자 했던 어머니였다.

#### 소녀 시절

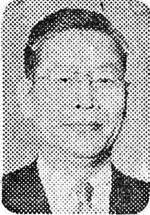
의붓 동생 정일형
(계모 한은총의 아들이었다.)

그러나 소녀기 무렵 찾아온 집안의 가난과 고독은 그를 괴롭혔고, 가난한 살림 탓에 어머니 이말대는 생업을 위해 일을 나가고 그는 학업을 마친 뒤에는 갓난 동생들을 돌보며 지내야 했다. 살림살이는 어머니 일 나간 동안 동생들을 돌보며 저녁을 스스로 준비해야 할 만큼 넉넉지 않았다. 그러나 동생 인주를 비롯해 형제들을 각별히 챙겼지만 형제들은 일찍 죽었다. 또한 그는 계모와 친모를 구분하지 않을 만큼 가족애가 두터웠다고 한다.
그러나 1900년 결핵을 앓던 어머니가 남동생 출산 후 바로 사망했고, 남동생도 출산 3일만에 죽었다.
아버지는 안악군에 살던 과부 한은총(韓恩寵)과 재혼하였다. 한은총은 의병장 정원모의 아들인 정기찬(鄭基贊)의 아내였으나 남편과 시아버지가 연이어 죽자, 어린 아들 정신형을 데리고 그의 아버지인 김용겸과 재혼하였다. 이때 계모 한은총은 본남편과의 사이에서 아들 정일형과 정신형을 두었는데, 큰아들인 정일형은 두고 어린 아들 신형만 데리고 그의 집으로 왔다.

#### 청소년기
1907년 12세 때에는 어린 동생이 죽고, 연이어 세 동생이 죽었다. 그 해 그는 순한글로 된 '동생의 죽음'이라는 시를 써서 발표하였다. 1913년 아버지 김용겸 마저 사망하여 김일엽은 외가에 가서 외할머니 손에서 자랐다. 그는 밝고 명랑하게 생활했지만, 어머니의 이른 죽음은 그에게 상처가 되었다. 신여자지 창간호에 그의 단편논설 계시와 함께 실은 '어머니의 무덤'에서 그는 자신의 어린시절을 회상하였다.
| “ | 나의 과거 꽃답고 기꺼움만이 천진난만하였을 나의 처녀시대? 그러나 불행히 불공평한 운명의 손에 번롱을 받아 파란많고 곡절많은 생활에 슬픔과 눈물로 지내든 처녀시대를 면하고 새 가정을 지내게 된 지 어느듯 새 겨울을 맞게 되었나이다. 파란많던 처녀시대에 비하여 지금의 새 생활은 실로 안온하고 따뜻한 것이외다. 그러나 꽃웃는 아침, 달 돋는 저녁에 마루 위에 고요히 앉아 불귀의 객 되신 양친을 애모하는 회포로 기꺼운 현재를 깨뜨리는 때가 얼마나 많았는지를 알 수 없나이다. ...(중략)... 그래도 아버지는 평양성 내 공동묘지에 모시었으니까 물론 교육들의 돌봄이 있을 것이고 더구나 전 조선인의 대표적 독신자로 모든 신자의 선앙과 존경을 받으셨으니까 염려가 적지만은... 어머니는 외따른 우리 본촌에 벌판을 내려보는 한적한 산위에 외로이 묻히셨나이다. | ” |

그는 분리와 이별의 트라우마를 안고 성장해야 하는, 그렇게 양친의 품을 떠나 사회의 일원으로 성장해야 하는 처녀시대가 꽃답지 않았다고 얘기한다. 오히려 사람들이 가정하듯이 처녀 시절은 기쁨과 즐거움의 시간이 아니라, 오히려 곡절 많은 생활의 슬픔과 눈물로 지낸 시절이었다고 고백하였다.
아버지가 사망한 이후 그는 땅바닥의 모래알 서너개와 말동무를 삼을 만큼 외로운 시절을 보냈다. 가수 겸 배우 윤심덕, 교육인 박인덕과는 룡강에서 함께 자란 친구였다. 그밖에 여성주의 운동을 하면서 만난 나혜석 역시 그의 절친한 친구가 되었다.
1912년 삼숭여학교를 마치고, 같은 학교의 보습과(補習科)로 진학했다.

#### 이화학당, 이화여전 시절
12세에 동생의 죽음으로 처음 큰 슬픔을 맛보기 시작, 이어서 세 동생과 어머니, 아버지를 차례로 다 잃고는 신앙에 대해 회의를 갖게 되었다. 가정 환경은 어려웠으나, 70 고령의 외할머니의 뒷바라지로 김원주는 학업을 계속하였다. 1913년 이화학당 중등부(이화여자고등학교의 전신)에 입학하였다.
이화학당 중등부 재학 중 김원주는 문학 동아리인 이문회(以文會)에 참여하여 활동했다. 이화학당 중등부 2학년 재학 시절 어느 재산가 청년과 파혼하면서 큰 상처를 받았다. 이 자산가는 파혼 대신 집 한채와 토지와 큰 돈을 위자료로 주었다. 그러나 김원주는 그에게서 받은 돈이 많아도 자신의 상처를 메울 수 없음을 알고는 어떤 돈도 인간의 욕망을 채우기엔 모자란다는 사실을 깨달았다고 한다.
그는 이후 내 '창자를 위로할 만한 음식과 한서를 피할 만한 옷만 있으면 그만이다'라는 나름대로의 인생관을 터득하였다 한다. 1914년 이화학당 중등부를 마치고, 이화학당 대학 예과로 진학하였다. 1918년 3월 20일 이화학당 대학 예과를 졸업하고 동대문 부인병원에서 간호원과정 강습을 수료하였다.
1918년 봄 외할머니의 도움으로 일본으로 유학, 도쿄의 일본 닛신여학교에 입학하고, 동시에 도쿄 대학 영어준비학원에도 수강하였다. 1918년 여름에 닛신여학교를 수료하고 귀국하였다. 1918년 여름 미국유학파인 연희전문학교 화학 교사로 있는 40세의 이노익과 정동예배당에서 결혼식을 올렸다. 미국 네브래스카 웨슬리언 대학 화학과를 졸업한 이노익은 1915년부터 연희전문에서 화학교사로 재직하고 있었다. 그러나 남편 이노익은 다리가 하나가 없는 장애인이었다.
미국에서 자연과학을 공부하고 연희전문학교 교수로 내정된 이노익이라는 40세 된 신사와 22세 때 결혼한 김일엽은 결혼생활 4년 동안 한쪽 다리가 불구인 남편으로 인해 심적 고통을 많이 겪었다. 이노익(李魯益)은 당시 이혼남이었는데, 친구들의 만류에도 불구하고 늙으신 외할머니에게 부담을 주지 않기 위해 그는 이노익과 결혼하여 빨리 가정을 꾸린다. 그러나 훗날 회고록에서도 임노월, 백성욱 등에 대한 언급과 애정은 곳곳에서 표현하는 한편, 이노익에 대한 언급은 거의 하지 않는다.

#### 일본 유학 생활
이화여자전문학교를 졸업하고 일본에 유학하여 서구 사상을 익혔다. 1919년 남편 이노익의 원조로 일본에 건너가 일본 동경(東京) 영화학교(英和學校)에 유학하였고 이때 허영숙, 이광수 등과 교류하였다.
이때 일본에서 잡지 <여자계(女子界)>의 주간인 신여성 나혜석을 만났는데 나혜석은 그보다 6년 먼저 일본유학을 와서 1914년 잡지 <학지광>에 '이상적 부인'이라는 글로 유명해졌고 1917년부터는 일본의 조선인 여자 유학생들의 잡지 <여자계>의 주간으로 있었다. 이때 김원주는 귀국 후 조선에서도 여성 잡지를 발행하겠다는 뜻을 품게 된다.
동경 유학 생활에서 일본 유학생이던 시인 노월 임장화를 만났다. 결국 이 때문에 이노익과 이혼을 하게 된다. 일본 유학 중 그는 임장화와 한때 동거하였는데, 소설가 김동인은 이를 두고 '보금자리를 마련했다'며 조롱하기도 했다.

#### 3.1 운동과 여성잡지 창간

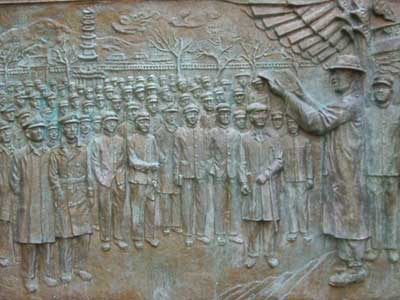
서울 탑골 공원에 위치한 3·1 운동 서판

일본 유학 중 3ㆍ1운동의 소식을 접하고 국내에 잠입, 1919년 3ㆍ1운동 때 김원주는 여학생들과 함께 만세 시위운동에 동참, 자기 집 지하실에서 전단을 등사, 배포하다가 헌병대에 끌려가기도 했다. 영화학교에 재학 중, 3ㆍ1운동 1년 후로 이른바 문화정치 시기여서 언론 집회 및 출판에 대한 시책이 완화되자 다시 잡지를 발간하려 하였다.
만세 운동이 무위로 돌아간 뒤 냉혹한 국제정세에 실망하고 여성 운동에 돌입한다. 이후 여성 계몽, 언론 활동을 전개하며 1920년 3월 잡지 《신여자》를 창간하였다. 이 잡지는 한국 최초의 여성주의 잡지로 꼽힌다. 이후 한국 최초의 여성 서양화가 나혜석과도 친구 사이로서 공개적인 글을 주고 받는 등 대표적인 신여성으로 유명해졌다.
이때 이광수는 그에게 일엽이라는 일본의 유명한 작가 히구치 이치요 (樋口一葉, ひぐち いちよう, 1872년 5월 2일 ~ 1896년 11월 23일)처럼 한국의 이치요가 되라고, 일엽 (이치요의 한국발음)이라는 필명을 지어준다. 김일엽은 이후 이를 필명으로 그리고 출가후에는 법명으로 사용한다. 신여자 1호에서는 원주라는 본명을 사용하지만, 2호부터는 일엽이라는 필명으로 작품 활동을 한다.
그는 남편 이노익의 적극적인 지원과 이화학당 시절 교수 중 그를 높이 평가한 빌링스 부인의 재정 후원으로 일엽은 여성종합잡지 신여자를 운영하였다. 그러나 총각으로 알았던 남편 이노익 교수가 총각이 아니라는 것과 이노익 교수가 의족을 한 남자로 첫 번째 결혼 때 남편의 다리를 보고 놀란 신부가 충격받고 도망갔던 사실을 김원주는 전혀 몰랐고, 뒤늦게 친구를 통해 이 사실을 알고 충격을 받게 된다.

### 문필, 사회 활동과 여성 운동

#### 잡지 활동과 이혼

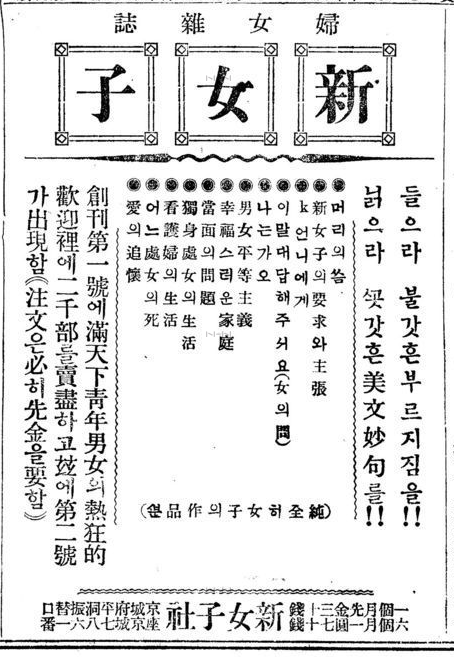
신여자지 1920년 5월호 발행 광고

1920년 도쿄 영화학교를 중퇴하고 귀국했다. 1920년 2월 여성잡지 <신여자 (新女子)> 지를 창간하고 스스로 주간이 되었다. 필진으로는 나혜석, 박인덕, 김활란, 김명순, 차미리사, 이광수 등이 필진으로 참여했다.
| “ | 우리 신여자는 이러한 자각 밑에서 우리 여자 사회에 고래로 행하여 내려오던 모든 인습적 도덕을 타파하고 합리적 새 도덕으로 남녀의 성별에 제한되는 이링 없이 평등의 자유, 평등의 권리, 평등의 의무, 평등의 노작(勞作), 평등의 향락 중에서 자기발전을 수행하여 최선한 생활을 영위코자 한다. | ” |
|   | — 김일엽, 우리 신여자의 요구와 주장 중에서 |   |

그는 여성을 주구독 계층으로 정했는데, 신여자 지는 부녀잡지로 호명되기도 했다. 김일엽의 신여자는 여성들만의 잡지를 지향하면서 일정하게 형성된 신여성 대중을 향하여 여성도 모든 면에서 남성과 평등한 생활을 해야 한다고 부르짖었다. 신여자 지에서 그는 주로 여자들의 계몽과 사회 참여, 교육의 필요성을 촉구하는 글과 사례 외에 외국 여자들의 가사, 가정 및 여성단체 활동을 소개했다.
<신여자>는 여자에 의해 만들어진 최초의 여성잡지였으나 그러나 재정난의 악화로 총 4권으로 폐간하고 만다. 신여자지는 5호를 예고한 채 4호로 끝났으나 여성 지식인들에게 영향을 주어, 신여성이란 유행어를 만들어내기도 했다. 그 뒤 나혜석, 박인덕, 김활란, 신줄리아 등과 함께 '청탑회'라는 여성 모임을 조직, 매주 여성의 의식개혁에 대한 토론회를 개최하였다. 신여자지가 폐간된 뒤 그는 일본으로 건너갔고, 남편 이노익은 미국으로 건너갔다.
1921년 1월 폐허 지 제2호에 여성의 지위인식과 해방을 논하는 <먼저 현상을 타파하라>라는 논설이 발표되었다. 이후 그는 화가 나혜석 등과 함께 자유연애론과 신정조론을 외치며 개화기 신여성운동을 주도했다.
신여성지 간행 당시 남편 이노익은 장애인의 몸으로 대학교수로 강단에 서면서도 틈틈이 잡지의 판매, 보급 등 헌신적으로 자신을 도와주었다. 그러나 다리가 없는 장애인인 중년 남편과의 결혼생활은 그녀에게 열등감과 결혼생활에 대한 회의감을 안겨주었다. 그는 이혼을 선언하면서 '의족을 한 남편 이노익의 다리가 밤마다 선뜻선뜻하게 공포감을 일으킨다'고 솔직하게 고백하였다. 결국 이노익은 신사적으로 그녀를 보내주었고, 1921년 이혼하였다. 1921년 봄, 이혼 직후 김일엽은 일본으로 건너가 동경에서 조선의 여성 복식 개량을 주장하는 글을 발표하였고, 복식 개량이 옳으냐 그르냐를 두고 나혜석과 논쟁을 벌였다.
그의 일본 유학을 보내주고 신여자지의 창간과 후원을 해주었던 남편 이노익과의 이혼은 성리학자들과 기독교계 인사들로부터 비판을 받는 원인이 되었다.

#### 여성 계몽운동과 강연, 논설 활동

신여자지 1920년 4월호에 실린 나혜석 판화, 김일엽 선생의 가정생활

1920년 7월부터는 오상순, 염상섭, 김억, 황석우, 나혜석 등과 함께 순수 문예지 「폐허」 동인으로 시, 소설, 수필 등을 발표했으나, 불온선전을 한다는 이유로 폐허지는 폐간되고 만다. 그해 말, 그는 직접 잡지 창간을 계획하였으나 3·1 운동의 여파로 총독부가 허가를 내주지 않아 실패하였다. 1920년 10월 경성 YMCA 청년회에서 여성교육과 사회문제에 대한 강연을 했으며, 이후 각지를 다니며 사회 문제와 여성문제에 대한 강연을 하였다. 그는 여자 교육의 필요성, 참정권의 필요성, 여자의 사회 참여, 남자와의 동등한 지위 부여를 주장하였다.
귀국 직후 김일엽은 서양식 코르셋과{{출처 필요}} 서양식 여성 양장의 도입을 주장하였다. 그는 칼럼과 기고를 통해 서양식 양장의 도입을 역설하였다. 그런데 김일엽이 1921년 9월 21일 동아일보에 기고한 <부인 의복개량에 대하여 한 가지 의견을 드리나이다>라는 계몽성 글에, 요샛말로 표현하면 딴지를 걸고 동성인 여자를 형(兄)이라 칭하는 나혜석의 발칙한 칼럼이 <김원주 형의 의견에 대하여>였다.
이혼 후에도 그는 문필 활동을 계속하여 1921년 잡지 신민공론지의 동인으로 참가하고, 동아일보사에 입사하여 문예부 기자, 매일신보의 기자, 월간 《불교 (佛敎)》지 문화부장 등으로도 활동했다.

#### 문필, 작품 활동 초반
일본 유학 중 단편 소설과 논설을 발표하였고, 문학 활동은 1920년부터 본격적으로 시작되었다. 활동하였던 문학 영역은 시, 소설, 논설, 칼럼, 수필 등의 다양한 분야이다. 1920년 자신이 주간으로 있는 신여자지 1920년 3월호에 소설 <계시(啓示)>를, 신여자지 1920년 4월호에 <어느 소녀(少女)의 사(死)>를 발표하였다. 1921년 1월 폐허지 2호에 논설 <먼저 현상을 타파하라>는 등의 글을 발표하였다.
같은 해 신민공론의 편집동인이 된 후 <단장 (斷腸)> , 애욕을 피하여, 오십전은화(五十錢銀貨) 등의 단편 소설을 발표하고, 수필과 평론, 시론 등도 썼다. 시로는 <추회 (秋懷)> <이별> <동생의 죽음> 등 수십여편을, 작품으로는 소설에 <계시>, <사랑>, <자각 (自覺)>, <순애의 죽음> 등을 발표하였다. 초기의 작품은 여성의 해방, 무지한 여성의 계몽에 대한 내용이 대부분이었고, 1930년대로 가면서 불교 사상, 참회, 공사상 등으로 시적 주제가 전환된다.
한편 그는 입센의 인형의 집의 한글 번역에도 참여하였다. 번역 참여의 변으로 김일엽은 "만일에 누가 그네들의 잠을 깨워주지 않는다 하면 그네들 중의 남자는 영구히 반성이 없는 헬미대로 있을 것이요 여자는 어느 때까지든지 각성치 않는 노라 그대로 있을 것이니 그 얼마나 우리 인문발달상에 방해가 되겠습니까?"라면서 인형의 집이 양성 모두에게 요쳥되는 혁명적인 전환임을 강조했다.

#### 개인주의 운동
1921년부터 그는 개인이 중심이 되는 사회, 개인의 가치와 권리가 존중되는 사회가 되어야 한다고 하였다. 그는 '인생이 개인주의적인 사상에서 다 같이 완성되며, 세계는 한없이 자유롭고 아름답게 될 때를 나는 기대하고 있다. 사람들은 각각 자기의 세계를 창조하고 향락하기 위해서, 남의 생활을 간섭치 않으며 간섭해서도 아니되며 또한 자기의 생명과 인격의 권위를 보존하기 위해서는 남의 생명과 인격도 같이 존중히 여길 때가 올 것을 나는 확신하고 있다.'며 개인의 권리가 존중되는 사회일 수록 다른사람의 권리가 존중되는 사회가 될 수 있음을 주장하였다. 그는 다른 사람의 권리를 함부로 침해해서는 안 된다며 개인주의의 확산의 필요성을 역설하였다.
그는 일본 유학 시절 읽은 입센의 인형의 집의 주인공 노라를 높이 평가했다. 그는 가정과 남자로부터 독립하고 한사람의 여자가 된 것과 틀과 인습에 얽매이지 않는 한 사람의 독립된 개인이 된 것을 높이 평가했다.
1922년 발표한 단편논설 노라에서 그는 개인주의적인 성향의 여자의 등장이 곧 사회의 발전에 보탬이 된다고 하였다. 이어 '우리 조선 여자 사회에 나타난 노라라는 여성'은 '잠을 깨고 자기의 의식을 분명히 알게 하는 새벽빛이다.'라며 '각성하지 않은 노라는 인문 발달상에 방해가 되고, 그 상태가 지속되면 이 사회는 고만고만한 암흑의 지옥이 된다.'라고 하였다. 이어 '우리 사회에도 무수한 노라가 쏟아져 나오기를 충심으로 바란다'고 하였다. 김원주는 개인주의의 확산이 사회를 구제하고 불필요하고 부당한 간섭과 편견, 통제에서 사람들을 자유롭게 할 수 있음을 설파하였다.
그러나 개인주의를 이기주의로 받아들인 당대의 성리학자들의 비판에 직면했고, 기독교계열, 일본 제국주의에 충성하는 것을 미덕으로 여긴 친일파 지도층 등 다양한 계층으로부터 집중공격을 당하였다. 그는 자기애와 자아에 대한 확신을 가진 노라가 사회의 발전의 초석이 될 것을 확신했다. 그는 개인주의가 확산될 수록 다른 사람의 생각과 권리도 존중하는 것이 자연스럽게 확산될 것으로 보았다.

#### 여성 해방 운동

##### 여성 자유 선언
김일엽은 여자도 사람이라고 주장하였다. 그는 조선역사가 봉건 제도 이래로 여자들에게만 지나치게 억압을 가해왔다고 주장했다. 유교적 가부장제하에서 열악한 삶을 살았던 여성의 근대적 해방의식은 1920년 자유주의적 남녀평등사상에 기초하는 '신여성론'으로 확장되며 당시 많은 논쟁을 불러왔는데, 언제나 그 중심에 김일엽이 있었다.
| “ | ...몇 세기를 두고 우리 여자를 사람으로 대우치 아니하고 마치 하등동물과 같이 여자를 몰아다가 남자의 유린에 맡기지 아니하였습니까?... 우리는 신시대의 신여자로 모든 전설적인 일체의 구상상에서 벗어나지 아니하면 아니 되겠습니다. 이것이 바로 '신여자'의 임무요, 사명이요, 또 존재의 이유로 삼는 것이올시다. | ” |

그는 1920년대 <신여자 선언>을 통해 기존의 사회규범에 대한 정면도전을 시도했다. 신여자 선언은 개화기 여성의 '헌장'으로도 평가된다. 또한 그는 한복에 대해서도 비판했는데, 허리띠로 가슴을 겹겹이 동여매는 것이 여성의 사회적 활동을 제약한다는 비판을 가하였다. 남자와 가정으로부터의 해방을 요구하는 일부의 주장에는 반대하고 다만 여자도 남자와 동등한 권리, 자유를 가져야 된다는 견해를 피력하였다.
사특하고 헛된 주장으로 분란을 조장한다는 유교사상가들의 비판과 그가 어려서 부모를 일찍 잃은 것에 대한 인신공격 등을 당했지만 김원주는 이에 굴하지 않고 계속 자신의 견해를 고수하였다.
1922년초 조선불교청년회에 가입하고 1922년 4월에는 우봉운, 김광호, 김난득, 박성옥 등과 함께 주축이 되어 여성의 교양 함양과 지식계발, 불교 교육 확산을 선언하고 조선불교여자청년회 창립에 참여하였다. 이어 조선불교여자청년회에서 세운 능인여자학원(能仁女子學院)에 출강하며 영어와 철학을 가르쳤다.

##### 순결론 비판과 자유 연애론
그는 순결과 정조는 정답이 아니며 사회적으로 강요된 것이라고 주장하였다. 김원주는 "재래의 모든 제도와 전통의 관념에서 멀리 떠나 생명에 대한 청신한 의미를 환기코저 하는 우리에게는 무엇보다도 먼저 우리들의 인격과 개성을 무시하는 재래의 성도덕에 대하여 열렬히 반항하지 않을 수 없다"며 "정조는 결코 도덕이 아니"라, "유동하는 관념으로 항상 새롭다"는 봉건적 여성 정절 이데올로기에 대한 신랄한 공격으로 많은 주목을 받았다. 그는 생물학적 순결론에 반대하고, 정조는 그 사람과의 연애 혹은 결혼할 동안 다른 이성과의 외도나 성관계를 하지 않는 것이 정조라고 하였다. 정조 취미론을 주장한 나혜석이나 순결 무용론, 연애와 성관계의 무관론을 외친 허정숙과는 달리 정조의 필요함을 일단 인정하였으나, 사설로서 사회를 타락시킨다는 유학자들의 비판에 직면하였다. 또한 그가 고아 출신이라는 것은 꼬리표로 따라다니며 김원주에 대한 시중의 인신공격과 비방의 소재가 되었다.
그는 자신의 체험에 근거한 자유연애론의 옹호자이기도 했다. 당시 대부분의 여성들이 기존의 결혼 관습을 따라 정해진 사람과 결혼을 하는 것에 반해, 김일엽은 자신의 의지로 선택한 사람과 자유연애를 공표하며 결혼이라는 제도 자체에 안주하지 않으려는 자세로 스스로를 실험하였다. 보수적 유교사상가들과 남자 지식인들은 이러한 그의 자유 연애 역시 문란한 것으로 몰고 갔다.

##### 문필, 언론 활동

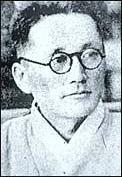
이광수

일엽은 춘원 이광수가 ‘한국의 일엽이 되라’며 호까지 지어줄 정도로 빼어난 문재(文才)를 갖고 있었다. 폐허 동인으로 활동하며 시를 발표하기도 하였다. 김일엽이라는 이름은 문단 활동을 시작할 무렵 이광수가 일본 작가의 이름을 따서 지어준 것이다. 일엽(一葉)이라 하면 달마대사가 한 잎의 갈대로 배(舟)를 삼아 중국으로 건너간 고사에서 유래하지만 26세에 요절한 일본의 전설적인 작가 히구찌 이찌오(一葉)가 1896년 사망하던 해에 김일엽이 태어났기 때문에 김일엽이 문학작품 활동을 시작할 무렵 그 의미를 살려 춘원 이광수가 지어준 이름인 것이다.
1923년 무렵 그는 입센의 인형의 집을 영화화하려다가 실패한다. 1926년 노라에 실린 김일엽의 발문을 보면 양백화와 함께 이 작품을 2~3년 전에 무대에 올리려 한 적이 있으나 여러 가지 사정으로 중단되었다고 말하였다.
그의 문학 특성은 예술성보다 주제에 비중을 둬 작품 자체는 큰 평가를 받지 못하였으나 수도생활에서도 글쓰는 일에 심혈을 기울이는 등 평생의 업으로 여겼다. 이혼 직후, 일본 유학중에 만났던 규슈 제국대학(九州帝國大學) 법대생 오오타 세이죠와 본격적으로 사귀면서 그들은 결혼하려고 했으나, 김원주가 조선인 출신에, 독립운동가이자 목사의 딸이란 점과, 장애인인 남편을 버렸다는 이유로 오오타의 집안에서는 극력 반대하였고, 김원주의 집안에서도 일본인과는 안 된다며 양가의 반대가 심해 뜻을 이루지 못하고 만다.
초기작품으로는 소설 계시, 지각, 순애의 죽음, 사랑과 시, 추회, 이별, 동생의 죽음 등이 있으며 수상록 등 여러 책이 있다.

##### 자유연애론과 자유 연애 활동
일본 유학 시절에 만났던 일본인 명문가의 자제였던 오오타 세이죠(太田淸藏)와 사귀던 중 임신하게 되었다. 오오타는 도쿄은행장의 아들로 그의 선조는 임진왜란 당시 조선에 출정한 일본군의 장수의 후손이었다. 김일엽의 아버지 김용겸은 독립운동에 참여한 인물이자 기독교 목사로써 조선총독부와 일본인의 입장에서 보면 출신성분이 좋지 않은 인물일 수 있었다. 그러나 오오타 세이죠는 출신성분에 개의치 않고 김원주에게 친절을 베풀었고, 곧 가까워지게 되었다. 그 뒤 김원주는 임신하였고 오오타의 집안에서는 김원주를 반대했다. 그러나 오오타의 집안에서는 끝까지 반대하였고, 그는 아들을 낳은 이후에 일본에서 살자는 오오타의 청을 뿌리치고 조선으로 돌아갔다. 이때 일본에서 만난 임노월과 가까워졌다.
1923년 일본 생활을 청산하고 조선으로 귀국, 다시 임노월과 동거에 들어갔다. 김일엽은 임노월의 개인주의 지향형 예술관인 '신개인주의적 예술지상주의'가 자신을 구제하리라고 확신했다. 그러나 임노월은 일찍 결혼을 하여 본처가 있었고, 얼마 뒤 김일엽은 임노월과도 헤어졌다. 1923년 9월에 충남 예산의 수덕사에 갔다가 우연히 승려 만공의 법문을 듣고 불교에 관심을 갖게 된다.
김일엽은 개인의 연애와 애정이 다른 사람들에게 피해를 주지 않는데 왜 타자들이 나의 연애 문제에 개입하려 드느냐며 항변하였다. 상당히 호탕한 편이었던 김일엽은 자신의 자유로운 연애가 유학자들 본인에게 직접 피해를 주는 것은 아니라면서, 스스로 '과거에 남한테 싫은 소리를 너무 많이 들어서 진저리가 났기 때문에 이젠 싫은 소리 더 듣기 싫다.'고 반박하였다.
1924년 《부녀지광》 창간호에 '우리의 이상'이라는 논설을 발표하였다. 여기서 그는 유부남과의 연애나 애정관계를 옹호하였다. 기혼남성과의 교제를 정당시한 김일엽의 논의는 화제가 되었다. 부녀지광 창간호에 게재된 우리의 이상이란 논설에서 김일엽은 기혼남성이 원래의 혼인관계를 청산, 이혼함을 전제로 한다면 미혼여성과 기혼남성과의 관계는 지극히 당연한 것으로서 규정하고 있다.

##### 시중의 편견과 저항
일본 유학을 보내준 대학교수 남편 이노익과의 이혼을 두고 성리학자들은 그가 의리없는 인간 또는 남편을 이용한 파렴치한 인물로 몰고 갔다. 또한 기독교계에서도 그의 이혼을 비판, 질타하였다. 김원주의 이혼에 대한 지탄과 비난에는 남자 지식인들도 가담했다. 그러나 김원주는 사랑이 없는 결혼 생활은 무의미한 것이며, 남편 또는 상대방에 대한 희롱에 불과하다며 맞받아쳤다.
1922년 그는 '일체의 세욕(世慾)을 단하고'라는 글을 발표, "슬프고 아프던 때는 사라져 버렸다"고 선언하고, 자신의 자유 연애를 옹호하는 한편 성리학자, 교인, 남자 지식인들의 편견에 저항한다. 그는 유학자와 교인들의 고루한 도덕관을 비판하였고, 논설과 반박을 통해 자신에 대한 사회의 몰이해와 편견을 비판했다.
'일체의 세욕(世慾)을 단하고'에서 그는 기존의 사상과 결별하고 개인주의자가 될 것을 선언하였다.
| “ | 내 인격을 후욕하고 내 이름을 더럽히던 속상(俗尙)에서 나는 뛰쳐나왔다. 나는 지금 내 인생에 대한 아무런 미련도 허영도 다 버렸다. 나의 행동을 변호해 줄 줄로 믿었던 소위 재래의 모든 전통적 사상을 파괴한다는 사회주의자 무리에서도 나는 뛰어나왔다. 아! 나는 절실한 개인주의자가 되었다. 개인주의! 이 얼마나 아름답고 고상한 말인가? 나를 이제부터 살리고 나를 완성해줄 이는 오직 신개인주의 밖에 없다. 나를 완성하자! 그리고 내 자아 가운데서 엄숙한 인생을 창조하자. | ” |
|   | — 일체의 세욕(世慾)을 단하고 중에서 |   |

그가 개인주의 선언을 하자 시중에서는 이기주의적인 인간 또는 인격에 문제있는 존재라는 비방이 쏟아져나왔다. 전 남편 이노익과의 이혼에 대한 비판들도 계속 쏟아져나왔다. 김원주는 자신이 일본으로 유학하기 위해서 이노익을 이용한 것은 아니라고 여러 번 해명하였지만 시중의 편견은 계속되었다. 이노익과의 이혼, 일본인과 동거하고 일본인의 아이를 임신한 것에 대한 인신공격은 끊이지 않았다.

##### 교육, 사회 활동

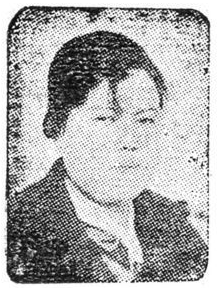
김일엽, 1928년 무렵

1925년 경성부 아현보통학교(阿峴普通學校)의 조선어, 문학 과목 담당 교사가 되었다. 이후 1928년까지 3년간 아현보통학교의 교사로 봉직하였고, 동아일보, 조선일보, 매일신보, 조선문단 등에 칼럼과 논설 등을 기고하였다.
그해 소설가이자 언론인, 문학평론가인 노월 임장화(林長和)와 동거하였으나 그는 유부남이었고, 임장화의 본처와 자녀가 그들이 살던 집에 찿아와서 문제를 야기하였다. 임장화는 자살을 시도하기도 했고 결국 헤어졌다. 그 후 친구 유덕의 애인이었던 방인근(方仁根)과 삼각관계에 빠져 스캔들을 일으키다 동아일보 정치부 기자 국기열(鞠錡烈)과 동거에 들어가게 된다. 그러나 얼마못가 국기열과도 헤어졌다. 그 뒤 춘원 이광수와도 사랑에 빠졌으나 이광수는 아내를 버릴수 없다며 그를 거절하였다.
1927년 2월 15일 신간회 창립에 참여하여 활동했고, 그해 4월 신간회의 자매단체인 근우회가 조직되자 조선불교여자청년회 대표로 우봉운 등과 함께 근우회에 가입, 활동하였다. 한편 조선불교여자청년회의 회원 이탈 등으로 활동이 뜸해지자 그는 교사 생활과 신간회, 근우회 활동에 전념하였다. 1928년 아현보통학교 교사를 그만둔 뒤 1929년에는 동대문 소학교의 교사로 출강하였고, 간호원 양성소의 강사로도 출강하였다.

##### 신 정조론 주장

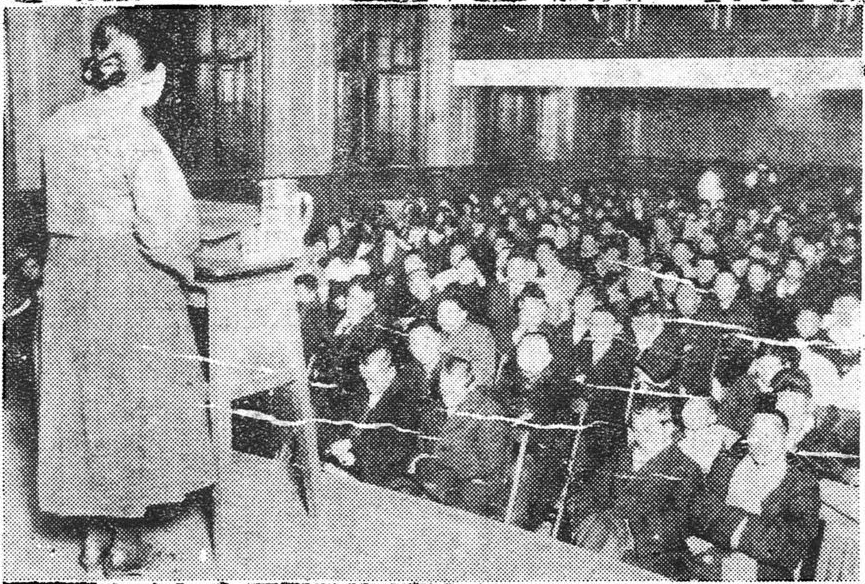
1926년 2월 자유연애 대강연회 연단에서

1920년 초부터 그는 육체적인 정조 보다 정신적인 정조가 중요하다고 주장하였다. 1924년 그는 정조는 육체가 아닌 정신에 있다는 ‘신정조론’을 주장하였다. 또한 여자에게만 정조와 순결을 요구하는 것은 부당하다며 저항하였다. 1924년 신(新)정조론을 주창, 정조에 대해 ‘사랑을 떠나서는 타 일방에서 구할 수 없는 본능적 감정’이라며 결혼 여부가 아니라 근대적 사랑에서 정조의 존재를 찾았다.
1927년 1월 8일 조선일보에 다시 나의 정조관이라는 논설을 발표하였다. 이 글은 당시 사회적으로 큰 파문을 던지며 비난과 환영을 동시에 받았다.
| “ | ... (이하 중략)... 재래의 정조관으로 말하자면, 정조를 물질시하여 일단 과거를 가진 여자의 사랑은 신선한 맛이 없는 진부한 것으로 생각해 왔습니다. 정조를 잃은 것을 마치 어떤 보옥으로 만든 그릇이 깨어져서 못쓰게 되는 것같이 생각해 왔습니다. 그러나 정조란 그런 고정체가 아닌 것입니다. 정조는 어디까지나 사랑이 있는 동안에만 있는 것입니다. ...(이하 중략)... | ” |
|   | — 나의 정조관 중에서 |   |

김원주는 또 한국 여성들을 한 남자의 성노리개로 팔리거나 성노리개로 즐겨도 된다고 보는 모욕적인 착오에서 남자, 여자 모두 깨어나야 한다는 점과, 자신의 어머니와 아내는 순결하기 바라면서 남의 여자에게는 성욕을 품고 성관계를 즐기며 그것을 당연하게 여기는 한국 남자들의 이중적인 태도를 비판하였다. 또한 여자들 역시 각성하여 남자들에게 경제적으로 의존하지 말 것을 주장했다. 여자 역시 노동을 하고, 여자 역시 남자들과 같이 힘든일도 해서 경제적으로 독립하자고 했다. 여자들도 남자들에게 경제적으로 의존하지 말고, 당당하게 독립하여 무능한 인형에서 탈피하고, 남녀가 동등한 경제권을 가지는 동시에 인격자로서의 대우를 받아야 한다고 주장하였다. 유교적 가치관 대로 여자를 집안에만 가두는 사회의 인습 역시 비판하였다.

##### 자유연애, 자유결혼 운동
1926년 2월 22일에는 경성부 중앙기독교청년회관 주최 자유결혼문제 강연회에 연사 겸 패널로 참석하였다. 김창제, 최원순 목사 등과 함께 연사로 참여하였으며 이때 그는 결혼과 연애는 자유롭게 할 수 있어야 된다고 주장하였다.
1926년부터 1928년까지는 조선 전국 각지를 다니며 자유 연애, 자유 결혼 운동을 설파하였다. 부모나 집안 주변 사람들을 의식하지 말고 몸과 마음이 이끌리는 대로, 남녀간 자유롭게 연애할 수 있어야 한다는 것과 부모와 주변이 결정하지 말고 스스로 배우자를 고르자고 역설하였다. 또한 결혼은 자유롭게 선택해야 된다고 주장했다.
김원주는 결혼은 스스로 결정하는 것이며 부모와 집안에서 함부로 간섭, 개입할 권리는 없다고 하였다. 그는 결혼은 남자와 여자가 만나는 것이며 타인이 이 문제에 개입할 이유가 없음을 역설하였다. 그의 자유 결혼론과 자유 연애론에 청년 남녀는 열광하였고 성리학자들은 금수의 가르침, 금수화의 길이라고 비꼬았다.

#### 실연의 상처와 방황

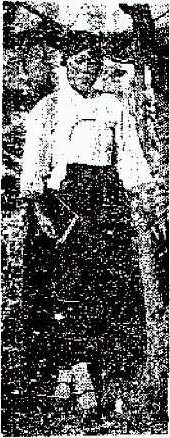
김일엽, 1928년 하윤실과 재혼한 직후

그 뒤 독일 유학파 철학박사로, 부르크스부르크 대학에서 수학한 철학자이자 불교학자인 백성욱과 동거하였다. 김일엽의 자서전인 '청춘을 불사르고'에 의하면, 김일엽은 백성욱을 그가 불교신문사 사장으로 취임할 무렵에 만나 친하게 되었으며, 곧 연인으로 발전했다. 그로부터 7~8개월에 걸쳐 사랑을 나누게 되었다고 고백하고 있다. 그러나 백성욱은 '두 사람 사이의 인연이 다하였다는 편지'를 남기고 떠났다. 백성욱은 불교에의 귀의를 결심, 영적인 지도를 결심하여 결국 일엽의 구애를 받아들일 수가 없어 편지 한통만을 남긴 뒤, 오랫동안 방황, 고민하다가 1930년 금강산에 입산, 승려가 되었다. 깊이 사랑했던 백성욱이 갑자기 떠나버리자 김원주는 극심한 심적 충격을 받았다. 1928년에 쓴 소설 <희생>은 실화 소설로, 백성욱에 대한 눈물과 그리움을 표현하기도 했다.
이미 불교도가 된 그는 백성욱과 헤어져 방황하면서 불교에 더욱 심취하게 된다. 1928년 4월 표훈사(表訓寺) 신림암(神林庵)에 들어가 하안거(夏安居)에 들어가 3개월간 수행하였고, 1928년 경성 선학원에서 만공으로부터 수계를 받았다. 백성욱과 헤어진 뒤 다시 동아일보의 기자와 동거, 그리고 헤어짐을 거듭하였다."
그 뒤 재가승(대처승)인 하윤실을 만나 그와 가까워졌다. 1929년 동대문소학교 교사가 되고, 간호원 양성소의 강사로도 출강하였다. 1929년 4월 재단법인 조선불교중앙교무원에서 설립한 대자유치원의 여교사 10명과 함께 조선불교여자청년회의 재조직에 참여하였다. 1929년 8월 2일 대구에서 하윤실과 재혼한다. 하윤실과 결혼한 그는 백성욱을 원망하지 않고 불교적인 삶을 살려고 노력하였다.

#### 자유연애 논쟁과 작품 활동

##### 재혼과 이혼
불교 승려이자 숭실전문학교, 보성전문학교의 영문학 교사였고, 와세다 대학에도 출강하였으며, 다른 대학에도 불교와 동양철학 담당 강사로 출강했던 하윤실이 대처승이라는 점에 끌린 그는 대구에서 하윤실과 결혼, 1933년까지 성북동 양옥집에서 생활하였다. 1931년 1월 매일신보사에 재입사하여 기자로 활동하였다. 김원주는 남편인 하윤실 스님 외에도 여러 스님들을 만나며 불교 공부에 몰두하며 시내 절을 찾는 것을 낙으로 삼았다. 그러나 불교 승려였던 하윤실은 승려였지만 그녀의 생각이나 기대와 달리 세속적인 사람이었다. 실망한 김원주는 금강산에 입산한다. 바로 금강산 서봉암의 비구니 승려 이성혜를 찾아갔으나, 속세를 못잊어 결국 다시 하윤실에게 돌아오게 된다. 그러나 1933년 이혼하고 승려가 된다.
1931년 그는 승려가 되기로 결심하였다. 경성에서 나혜석을 만났을 때, 속세를 접고 여승이 되겠다고 속내를 털어놓는 김일엽에게 "현실 도피의 방법으로 종교를 선택해서는 안 된다"라고 면박을 주기도 하였다. 다시 춘원 이광수를 만나 잠시 사랑했지만 이광수는 아내 허영숙을 버릴수 없다며 그의 애정을 거절했다. 1931년 이혼 이후 괴로워하는 나혜석에게 그는 함께 불교에 귀의해 승려가 될 것을 권고하기도 했다. 그러나 나혜석은 거절했고 후일 1935년 나혜석이 다시 승려가 되려 하자 이때는 일엽이 거절하였다.
1931년 조선불교청년회가 조선불교청년총동맹으로 개명하자 조선여자불교청년회도 불교청년총동맹 산하 조선불교청년여자동맹으로 개명하였다. 이때 김원주도 조선불교청년여자동맹의 결성에 참여하고, 박순덕, 김광호 등과 함께 불교청년여자동맹 책임위원으로 피선되었다.

##### 자유 연애 논쟁
사회주의 여성운동가 허정숙의 자유연애가 화제가 되어, 1930년 11월 삼천리지에 '남편의 재옥과 망명중 처의 수절 문제'라는 특집 기사가 실리기도 했다. 허정숙은 이를 불쾌히 여기지 않고 오히려 삼천리지의 특집 기사를 위한 설문조사에도 참여했다.
1930년 11월 남편이 감옥에 갇혔거나 독립운동으로 망명했을 때 부인이 순결을 지켜야 되느냐 라는 주제로 삼천리지 등의 주최하에 공개 토론회가 열렸다. 김일엽은 패널의 한 사람으로 토론회에 참여하였다. 이 토론회에서 정칠성과 이덕요 등은 정조를 지켜야 된다라고 주장했고, 허정숙과 유영준은 '경제적인 문제 혹은 성욕 문제 때문에 현실적으로 불가능하다'는 주장을 제시했다. 허정숙은 몸이 멀어지면 마음도 멀어지는 것이며, 그 사람과 영원히 갈라서지 않는 한도 내에서는 다른 남자와의 자유로운 연애도 가능하다고 하였다.
이 토론에서 김원주는 양자를 절충하여 '최소한 1년에서 3년 정도는 참아야 된다'고 절충안을 내세우기도 했다. 남편이 투옥되거나 망명했을 때 부인이 정조를 지켜야 되느냐를 두고 토론회가 벌어지자, 일부 성리학자들이 상경해서 회의를 무산시키려 했다가 저지되기도 했다.

##### 출가 직전의 작품 활동
1920년대 후반부터 1930년대 초에는 주로 시를 발표하였다. 이 때의 시인'화원에서', '님과 고적', '겨울밤', '애별 (哀別)', '님에게' 등에서는 주로 사랑하는 이를 그리는 내용의 시들이었다. 이 무렵의 작품들에서는 사랑하는 연인에 대한 그리움을 노래한 시와 작품들을 발표한다. 시 '짝사랑', '애벌', '그대여 웃어주소서' 등에서는 사랑과 고뇌의 절규를 그려놓고 있다. 이러한 그의 작품들은 그가 조실부모한 외로움, 사랑하는 남성 오오타 세이죠, 백성욱과의 쓰라린 이별 등과 곁들여지면서 여성 독자들의 정서적 공감대를 얻게 되었다.
1928년 속세에 환멸을 느끼고 입산한 이후에도 한동안 그는 남녀간의 사랑, 이별한 연인이나 사랑하는 사람에 대한 그리움과 기다림을 주제로 한 시와 작품들을 발표하였다. 그 뒤 1930년 이후부터는 불교적 색채와 세상을 달관하는 듯한 시들을 짓기 시작했다.

#### 미스코리아 심사 위원
그는 1931년 5월에 개최된 한국의 최초의 미스코리아 대회의 심사위원이기도 했다. 1931년 『삼천리』라는 잡지에서 주최한 ‘반도의 대표적 려인(麗人) 미쓰 코레아 삼천리 일색(一色)’을 뽑는 사진공모전에 심사위원의 한사람으로 참여, 최정원(崔貞嫄) 등을 선발하였다.
당시 삼천리사(社)는 “구라파에 전 구라파를 대표하는 아름다운 미인이 있고 각국에도 그러한 모양으로, 우리 반도에도 전 조선을 대표할 려인 한 분을 찾아” 보자며 “고상전아(高尙典雅)하고 아름다운 미모에다가 균제된 체격, 만신(滿身)이 예지와 총명에 찬 듯한 근대적 려인”을 뽑겠다고 광고를 냈다(『삼천리』, 1931.5). 삼천리 지의 고정필진인 김일엽 역시 심사위원의 한사람으로 위촉되었다.
당시 삼천리지는“18세 이상의 조선 여성, 3년 이내의 사진일 것”을 응모자격 조건으로 걸고, 심사는 '심미계(審美界)의 권위'를 지닌 이광수, 염상섭, 김억, 안석주, 이승만(李承萬), 허영숙, 나혜석, 김원주, 최승희 등을 선정했다. 1931년 10월 그는 삼천리사 주최 미스코리아 선발 대회 심사위원의 한사람으로 총 326명의 응모 사진 중 특선 1명 포함해 14명의 입상자를 선정해 발표하였다. 그러나 불교에 입문을 결심한 그는 이후의 미스코리아 심사 위촉식에는 불참하게 된다.

### 불교에 귀의, 승려 생활

#### 출가 직후
1930년 예산군 덕산면 사천리 덕숭산 수덕사에서 불자로 생활하다 1933년 가을 승려가 된다. 전 남편 하윤실과 동아일보기자 이관수(李寬洙), 친구 나혜석, 여성운동가 허정숙 등이 여러 번 그를 설득하며 만류하였으나 삭발을 하였다. 나혜석은 그가 현실의 고통을 의연하게 감내하지 못하고 법당으로 도피한다며 여러번 만류하였고, 허정숙 역시 그를 만류하였다. 친구이자 한때의 연인인 춘원 이광수도 처음에는 반대, 여러번 설득하였으나 결국 설득하지 못했다.
1933년 금강산 서봉암(瑞鳳庵)에 가서 비구니 이성혜(李性惠)의 상좌로 삭발, 출가하여 여승이 된다. 이때 김원주는 자신의 필명인 일엽을 법명으로 쓰게 된다. 승려가 되기 직전 그는 남동생인 김진범과 편지를 주고받았는데, 계모와의 관계가 원만하지 못함을 듣고는 통곡, 주저했다 한다.
그 뒤 1932년 출가 직후부터는 작품경향이 변하여 세속을 떠난 불교적 가치관을 드러낸 시들을 발표하였다. 1932년에는 활발한 작품활동을 하여 그해 1월부터「청춘(靑春)」, 「행로난(行路難)」, 「모든 꽃을 다」, 「님의 손길」, 「귀의(歸依)」, 「낙화(落花)」, 『불교』, 「낙화유수」, 「불교지(佛敎誌)」,「세존(世尊)」, 「가을」, 「만학(晩學)」,「경대앞에서」, 「신여성지에」, 「단념」, 「풍속」, 「무제」 등의 시를 발표하였다.
승려생활을 하는 가운데 1933년에는「나의 노래」, 「금입새 하나」,「봄은 왔다-그러나 이 강산에만」, 「시계소리를 들으면서」,「어린 봄」, 「시계추를 쳐다보며」 등을 발표하였다.

#### 승려 생활 초반
1933년 9월 수덕사 견성암에 가서 만공의 상좌가 되었다. 수덕사에 속한 유명한 비구니 암자 견성암으로 입산한 후 ‘글 또한 망상의 근원’이라고 가르친 스승 만공(滿空) 선사의 뜻에 따라 절필한지 30여년이 지난 뒤에야 수상록 《어느 수도인의 회상》(1960년), 《청춘을 불사르고》(1962년) 등 베스트셀러를 펴내 세인의 관심을 끌었다.
1934년 만공으로부터 하엽당 백련도엽 비구니(荷葉堂 白蓮道葉 比丘尼, 일엽이 연꽃처럼 되고, 그 성품 또한 백련과 같으니 도를 이루는 비구니가 되었도다)라는 당호(堂號)와 도호(道號)가 담긴 전법게(傳法偈)를 받았다. 이때부터 불교명은 하엽, 도호는 하엽당, 백련도엽이라 하였다. 그 뒤 직지사에 머무르다가 서봉암, 마하연에 있다가 1935년 경성부 안국동 불교여자선학원에서 수학하고 뒤에 다시 수덕사로 되돌아왔다.
승려가 된 뒤에도 나혜석 등과 꾸준히 연락하였다. 다른 여성운동가들은 그가 보다 강하게 저항하지 않음을 탓하였다. 허정숙은 그가 현실을 도피할 목적으로 승려가 되었다며 비판하였다. 나혜석은 그가 현실도피성 목적으로 승려가 되었다고 하면서도 그와 가깝게 지냈다.
승려생활 초반 한때 그에 대한 관심이 집중되면서 가십성 기사가 떴다. 김일엽에 관한 가십성 기사로는 '김일엽 여사의 동냥승'(삼천리, 1935년 1월), '법당에서 참선으로 청춘을 잊는 김일엽 여사(가인 독수공방기)'(삼천리, 1935년 8월)가 있는데, 대개 입산수도를 결심하기까지의 저간의 사정을 소개하고 있다. 그러나 그는 서서히 잊혀져갔다.

#### 승려 생활

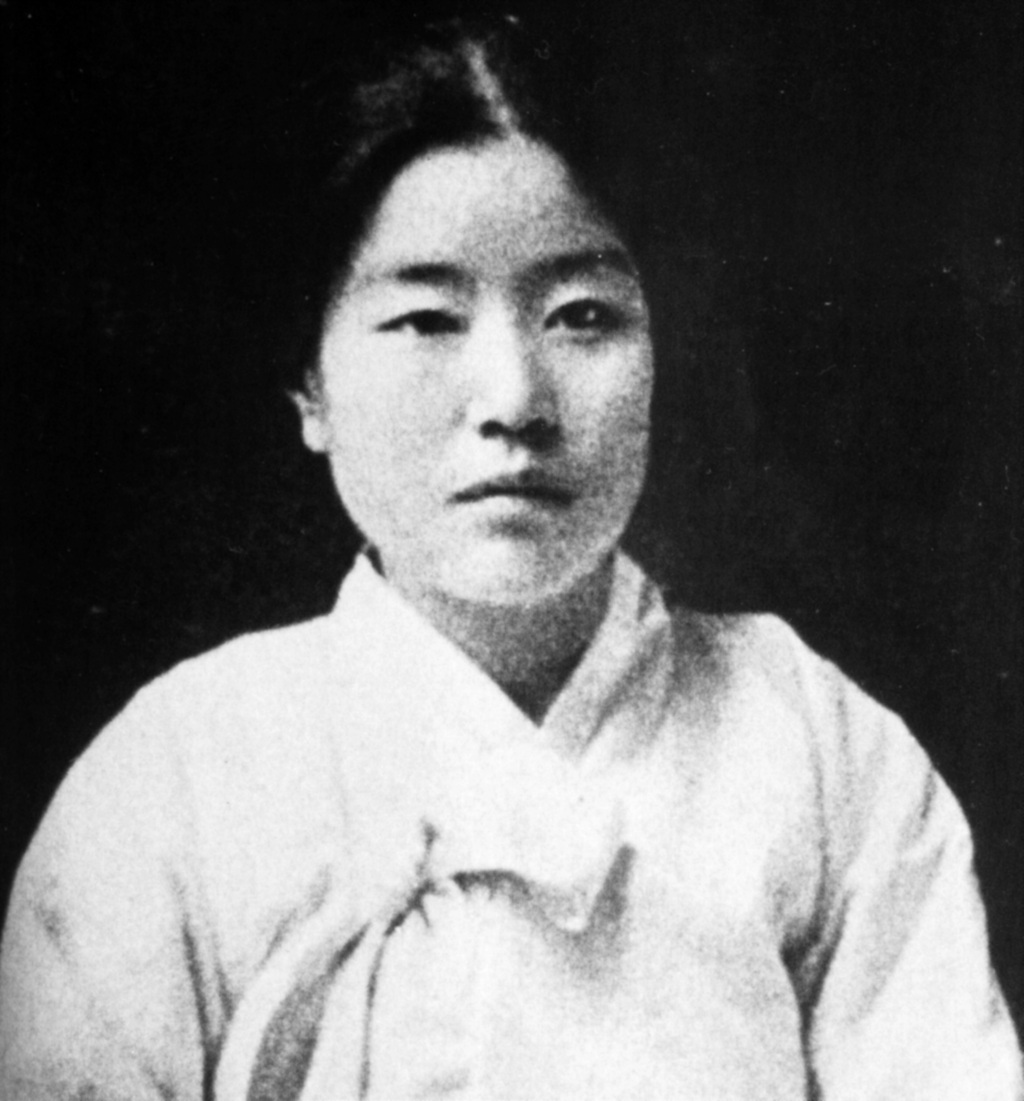
친구이자 여성운동 동지인 나혜석

1935년 정조취미론을 주장하고, 자신의 아내와 어머니는 깨끗하기를 바라면서 남의 여자에게 성욕을 품는 남자들의 이중적인 성 관점을 비판하던 나혜석이 여론의 질타를 받고 수덕사를 찾아왔을 때 불교 승려로 출가하기를 권고하기도 했다.
나혜석이 이혼의 아픔을 안고 충남 예산에 있는 덕숭산 자락을 찾아든 이유는 거기에 나이도 같은 동갑이고 잡지 <폐허>와 <삼천리>에서 동인으로 활동하던 김일엽이 파란만장한 32년 속세의 삶을 접고 여승으로 수도생활을 하고 있는 수덕사가 있기 때문이었다. 몸과 마음이 지칠 대로 지쳐 있던 나혜석은 수덕사로 직행하지 않고 일주문 바로 옆에 있는 수덕여관에 여장을 풀었다. 나혜석이 수덕여관에 와 있다는 전갈을 받은 김일엽이 암자에서 내려와 두 사람은 반갑게 회포를 풀었지만 한 사람은 여성을 옥죄는 사회제도가 한없이 원망스러운 이혼녀이고 또 한 사람은 그것을 초월한 여승이었으므로 두 사람의 대화는 평행선을 달렸다. "너처럼 중이 되겠다"는 나혜석의 부탁에 "너는 안 돼"라고 만류했지만 "조실스님(만공)을 뵙도록 도와줘"라는 나혜석의 간청에 못 이겨 김일엽은 만공스님 면담을 주선했지만 답은 똑같았다.
이때 나혜석은 만공선사로부터 "임자는 중노릇을 할 사람이 아니야"라는 일언지하의 거절을 당했지만 포기하지 않고 수덕여관에 머무르며 글을쓰고 그림을 그렸다.
```
'중 시켜 달라'고 시위하던 중 "엄마가 보고 싶어 현해탄을 건너 왔다"는 열네 살 앳된 소년이 찾아왔다.
[
4
]
 이는 김일엽이 일본 유학시절 일본 명문가 출신 오오다 세이죠와의 사이에 낳은 사생아이며 김일엽의 아들인 김태신이었다.
```

모정에 목말라 있는 아들에게 "나를 어머니라 부르지 말고 스님이라 불러라"라고 냉정하게 말하는 김일엽을 보고 어쩜 저렇게도 천륜을 거역할 수 있을까라고 느낀 혜석은 모정에 굶주린 그 소년이 잠자리에 들 때 팔 베게를 해주고 젖무덤을 만지게 해주었다. 처음에는 나혜석에게 승려가 되라고 권고했지만 이혼 고백서 발표 직후 전시회 등이 실패하자 찾아왔을 때는 안 된다고 하였다. 특히 나혜석이 자녀들을 그리워한다는 것을 본 일엽은 나혜석이 스님이 될 수 없으리라 봤다.

### 생애 후반

#### 포교, 불교사회 운동

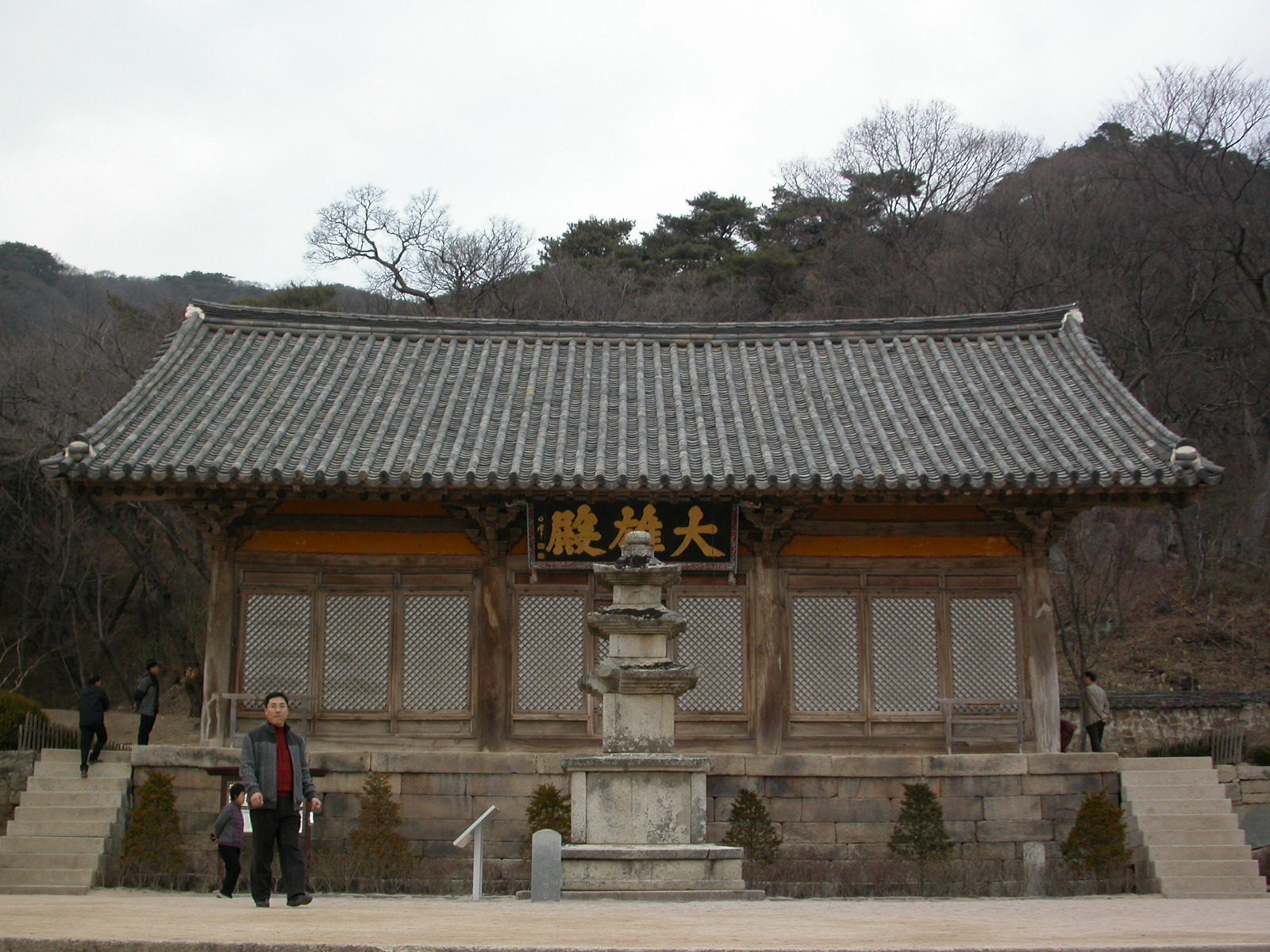
예산 수덕사

1945년 해방 이후에는 외부 출입을 줄이고 충남 수덕사에서 수도와 법문에 전념하다가 1960년대에 가서야 수필집과 시집을 펴냈다. 그 뒤 1961년까지 줄곧 수덕사에 머물며 설법과 포교 활동을 하였다. 그러나 그는 설법과 포교, 보살들의 시주에만 의존하지 않고 직접 사찰 근처의 땅을 개간하고, 밭을 가꾸어 농사를 짓기도 했다.
일엽이 병석에 누워있던 어느 날 오오타 세이죠는 수덕사를 찿아왔으나 일엽은 그를 만나주지 않았다. 이후 오오타 세이죠는 외교관이 됐고, 평생 독신으로 살다가 1970년 독일에서 세상을 떠났다.
1962년 김일엽이 펴낸 책 ‘청춘을 불사르고’는 당시 일대 파란을 일으켜 수많은 여성들이 불가에 귀의하는 계기가 되기도 했다. 영화배우 김지미 등 당대의 유명인사들이 김일엽 스님을 좇아 가르침을 받았다. 수덕사 주지를 지낸 승려 옹산(翁山)은 “나도 김일엽 스님의 책을 읽은 뒤 경북 김천의 집을 떠나 충남 예산의 수덕사로 출가했다.

#### 수덕사의 여승
1960년부터는 수덕사 견성암에서 환희대로 거처를 옮겨서 생활하였다. 1966년 자서전 청춘을 불사르고를 출간한 무렵, 김문응 작사 한동훈 작곡의 노래 수덕사의 여승이 발표되었다. 가수 송춘희가 부른 노래는 당시의 유행가로 히트쳤는데 노래가 수덕사에 있던 일엽을 연상한다는 이유로 일부 승려들이 가사 내용을 바꾸라며 항의하기도 했다.
한때 수덕사 근처에 송춘희 노래비가 세워졌다가 며칠만에 승려들에 의해 쓰러진 적도 있었다고 한다.
또한 그는 불교의 사회화와 대중화를 위해 노력, 불교 작품과 불교 전설, 민담 등의 수집과 홍보 등의 활동을 하였으며, 비구니 생활기금과 비구니 총림의 건립을 목적으로 1억원 기금 목표로 1967년 초부터 옛 친구 춘원 이광수의 '이차돈의 사'를 포교법극으로 각색, 1967년 8월 대한민국은 물론 세계 최초로 여승들만 참여한 불교연극을 서울 명동 국립극장에서 상연하기도 하였다. 이때 마련한 기금은 수덕사 견성암 건립기금과 비구니승려들 양성 후원금이로 충당되었다. 이는 비 신자들에게도 크게 호응을 얻었고, 불교 작품의 활발한 등장과 승려 문인들의 활동에 자극을 주어 1970년대의 불교 연극, 불교 영화 등이 나오는 계기를 마련하였다.

#### 최후
해소 기운이 있던 그는 책상에 엎드려서 잠을 잤다 고 한다. 60년대 후반에 가서 갑자기 쓰러지기도 했다. 그러나 1970년부터 그는 일체 약을 거부, 사양한 채 수덕사에서 참선에 정진하였다. 수필집으로 《어느 수도인의 회상》,《청춘을 불사르고》, 《행복과 불행의 갈피에서》 등을 남겼다. 작품으로는 <지각>, <순애의 죽음>, <사랑과 시>, <추희>, <이별> 등을 남겼다. 시의 주제는 주로 사랑과 고뇌, 좌절 등 개인적인 아픔을 노래하는 것으로, 심상적 비유가 많이 등장한다.
충청남도 예산군의 수덕사에서 수도하며 여생을 보낸다. 송춘희가 부른 대중가요 〈수덕사의 여승〉이 김일엽을 소재로 한 노래라는 설이 있다. 1970년 11월 병세가 악화되자 다시 견성암으로 내려와 여생을 보냈다. 1971년 2월 1일 예산군 수덕사 견성암 별실에서 사망하였다. 당시 그의 나이 향년 76세였다.

### 사후
장례식은 전국비구니장(全國比丘尼葬)으로 거행되었으며, 충청남도 예산군 덕산면 사천리 20번지 수덕사 뒷편 다비장(茶毘場)에서 화장되었다. 다비식에는 춘성, 청담, 대은, 서옹, 혜암, 벽초 등을 비롯한 각지의 승려들이 참석하였다. 아들 김태신(불교명은 일당)은 일본에서 화가와 고등학교 미술교사로 근무하다 같은 학교의 음악교사로 근무하던 한국출신 여자 김청인과 결혼하여 아들 3명을 두었으나 1989년 67세에 승려가 되었다.
일엽은 사랑에 실패하고 입산한 여승으로 여겨져 경시되다가 1988년 이후에 와서야 그의 작품들에 대한 연구, 긍정적인 평가, 조명 노력 등이 나타나기 시작하였다. 1974년 손(孫)상좌인 승려 월송 등에 의하여 문집 '미래세가 다하고 남도록'이 출간되었으며, 이후 수덕사 환희대에 영정과 추모탑 등이 마련되었다.

## 저서
생전 출간한 저서는 어느 수도인의 회상, 청춘을 불사르고, 행복과 불행의 갈피에서 등이고, 사후에 출간된 미발표작과 유고 등으로는 미래세가 다하고 남도록, 수덕사의 노을, 당신은 나에게 무엇이 되었삽기에 등이 있다.
- 소설, 《희생》(1928)
- 《어느 수도인의 회상》(1960); 영역, Jin Y. Park, trans. Reflections of a Zen Buddhist Nun: Essays by Zen Master Kim Iryo p (2014)
- 《청춘을 불사르고》(1962)
- 《사랑이 무엇이더뇨》(1965)
- 《당신은 나에게 무엇이 되었삽기에》(1975, 시집)
- 《수덕사의 노을》(1977)
- 《꽃이 지면 눈이 시려라》(1985)
- 《당신은 나에게 무엇이 되었삽기에》(1997, 시집)
- 《일엽선문》(2000)
- 《김일엽 산문집》

### 소설
주로 단편 소설을 썼다.
- 《계시 (啓示)》(1920)
- 《나는 가오: 애연애화》(1920)
- 《어느 소녀의 사》(1920)
- 《혜원》(1921)
- 《순애의 죽음》(1926)
- 《자각》(1926)
- 《사랑》(1926)
- 《단장》(1927)
- 《영지》(1928)
- 《희생》(1929)
- 《헤로인》(1929)
- 《파랑새로 화환 두 청춘》(1929)
- 《자비》(1932)
- 《애욕을 피하여》(1932)
- 《50전 은화》(1933)

### 수필
- 《어느 수도인의 회상》(1960)
- 《청춘을 불사르고》(1962)
- 《청춘을 불사른 뒤》(1974)
- 《행복과 불행의 갈피에서》(1964)
- 《미래세가 다하고 남도록》(1974) 2권
- 《수덕사의 노을》(1976)
- 《청춘을 영원하게》(1977)
- 《꽃이 지면 눈이 시려라》(1985)
- 《두고간 정》(1990)
- 《당신은 나에게 무엇이 되었삽기에》(1997)
- 《일엽선문》(2001)

## 사상과 신념
자유연애론과 함께 정조는 연인이나 남편에게 지키는 정조가 진정한 정조라며 신정조론을 주장하였다. 그의 대담한 자유연애론과 자유 연애 활동과 논설, 강연, 칼럼 활동 등은 논란을 불러왔다. 특히 그의 신정조론은 현재 남편이나 연인에 대한 정조를 일부 인정한 절충론이었는데도 성리학자들과 남성 지식인들의 반감을 불러왔다.

### 여성 계몽론

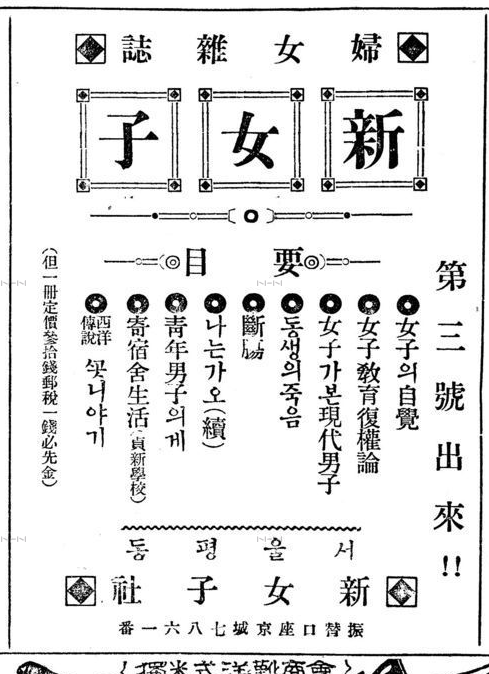
신여자지 1920년 6월호 발행 광고

그는 여자들이 부당한 대우를 받는 이유로 여자들의 무지함을 들었다. 그리고 그 대안으로 여자에게도 교육의 기회를 부여할 것과 여자 교육의 필요성을 주장하였다. 그리고 언론과 잡지를 통한 여성 계몽도 필요하다 하였다. 1920년부터 여성잡지 『신여자』를 창간하였고 여기에서 그는 여자 교육의 중요성과 여자들의 사회활동 참여 등을 역설하였다.
동아일보에는 '여자 교육의 필요' 등을 싣는가 하면, '부인 의복 개량 문제'로 다른 여성 운동가인 나혜석(羅惠錫)과 논전을 펼치기도 했다. 매일신보와 동아일보의 기자, 동아일보 논설위원과 기타 잡지들에 발표한 논설과 각종 칼럼, 강연 등을 통해 그는 주로 여성의 자각과 해방을 외쳤다.

### 기독교 신화에 저항
그는 본래 감리교 목사의 딸이었지만 12세에 동생이 죽고 연이어 동생들과 어머니, 아버지마저 사망하자 기독교의 종교관에 회의를 품게 되었다. 또한 인습과 억압, 부패에 찌든 조선 사회를 기독교의 가르침이 구원해주리라고 확신했지만 기독교도 유교 성리학 만큼이나 폐쇄적이고 배타적인 사상으로 인식하게 되자 1922년 그는 기독교와 결별하게 된다.
목사의 딸로 태어나 가부장적인 사회인습에 숨막혀 하던 김일엽은, 여성은 남성을 위한 소모품이 아니라고 절규했고 여성은 남성을 위한 장식물이 아니라고 부르짖으며 몸을 던져 연출한 행위 예술가이며 전위 예술가였다. 이를 두고 '여성은 어머니 아니면 창녀라는 이분법적 기독교 신화에 반기를 든 용기 있는 행동가였다.'는 평가도 있다.

### 신 정조론
일찍이 김일엽은 여성에게만 강요되는 육체의 정조를 부정하고 정신의 정조가 중요함을 강조했다.
그는 신 정조론을 주장, 혼전 혹은 연애 전의 순결은 중요한 것이 아니며, 연애와 결혼할 동안 상대방에 대한 지조를 지키는 것이 중요하다고 설파하였다. 신 정조론에서 그는 '남녀가 서로 사랑을 나누었다는 것이 문제될 것은 없다. 정신적으로, 남성이라는 그림자가 완전히 사라져버린 여인이라면 언제나 처녀로 재생할 수 있는 것이다. 그런 여인을 인정할 수 있는 남자라야 새로운 삶, 새 생활을 창조할 수 있다는 것을 강조하는 여인, 그것이 바로 나다.'라고 하여 자신이 신정조론을 주장하는 이유를 밝히기도 했다.
김일엽은 육체의 정조가 아닌 정신의 정조를 강조했다. 정신의 정조란 육체의 정조로서 남녀관계를 규정해온 봉건적인 틀에서는 벗어난 것이지만 정조관념 자체는 인정하였다. 매 순간 대상에 충실할 것, 그것이 정조라고, 지켜야 할 어떤 것이라고 강제하고 있는 것이다.
| “ | 그러므로 과거에 몇 사람의 이성과 관계가 있었다 하더라도 새 생활을 창조할 만한 건전한 정신을 가진 남녀로서 과거를 일체 자기 기억에서 씻어 버리고 단순하고 깨끗한 사랑을 새 상대자에게 바칠 수가 있다 하면 그 남녀야말로 이지러지지 않을 정조를 가진 남녀라 할 수 있습니다. ...(이하 중략)... 무한한 사랑이 즉 정조라 하면 정조관념만이 더럽힘을 받는 제한된 감정이라고 할 수 없습니다. 정조는 결코 도덕적이라고 할 수 없고 단지 사랑을 백열(白熱)화시키는 연애의식의 최고 절정이라고 하겠습니다. ...(이하 중략)... 우리는 일생을 두고 이러한 연애의식의 최고 절정(대상이 바뀌고 아니 바뀌는 것은 상관없음)에서만 항상 살려고 하는 것이 정조관념이 굳은 사람이라 할 수 있습니다. ...(이하 중략)... 처녀성이라 함은 이성을 대할 때 낯을 숙이고 수줍어만 하는 어리석은 태도가 아니라 정조에 대한 무한한 권위, 다시 말하면 말한 바와 같이 자기는 언제든지 태도가 이지러지지 않은 새로운 영육의 소유자라고 자처하는 것입니다. | ” |
|   | — 나의 정조관, 조선일보 1927년 1월 8일자 |   |

그는 사랑하는 그 순간이 중요한 것이며 남녀가 나누는 정신적, 육체적 사랑을 순결 또는 정조라는 기준, 잣대로 재단하는 것은 무의미하다고 하였다.

### 여성 해방론
신여성론을 공론화한 그는 철저한 자기체험에 근거하여 기존의 성별도덕에 대한 정면도전을 시도하였다. 유교적인 가부장제하에서 열악한 삶을 살았던 여성의 근대적 해방의식은 1920년 자유주의적 남녀평등사상에 기초한 새로운 양성관계의 수립을 주장하는 ‘신여성론’으로 발전되었다. 그는 여자도 남자와 같은 인간이라고 주장하며 여자에게도 동등한 대우를 해줄 것을 여러번 요구하였다.
1920년 신여성지의 발간 직후 그는 '신여자 선언'을 발표했다. 그는 여성들의 사회활동을 촉구하였고, 여자들의 사회 참여를 하나의 사회적 동력으로 부각시킴으로써 사회의 부정적 시각을 극복하려 했다.
그는 "아무 지식없고 아무 경험없는 우리가 감히 신여자를 표방하고 사회에 나섬이 어찌 즐거워서 나서는 것이겠습니까?… 몇 세기를 두고 우리 여자를 사람으로 대우치 아니하고 마치 하등동물과 같이 여자를 몰아다가 남자의 유린에 맡기지 아니하였습니까?… 우리는 신시대의 신여자로 모든 전설적인 일체의 구상상에서 벗어나지 아니하면 아니 되겠습니다. 이것이 실로 ‘신여자’의 임무요, 사명이요, 또 존재의 이유로 삼는 것이올시다."라고 주장했다. 또 그는 "우리는 이때에 충분히 자각을 안하면 우리 여자 사회의 전도는 영원히 멸망하고 말지니, 요는 자각하여 교육과 직업과 책임으로 우리의 길을 우리가 개척함에 있으니, 과거는 말할 것 없거니와, 우리는 오늘날부터 남자의 기반(羈絆)을 벗어나서 참의미의 사람 노릇을 하여야 하겠도다… 이런 여자가 자각함은 한편으로는 여권을 신장하는 동시에 한편으로는 조선의 문화를 개척함이라 하노라.” 고 강력하게 주장하였다. 한편으로 그는 남자와 동일한 조건에서, 동일한 의무를 여자들도 짊어져야 한다고 역설했다. 남자와 동일한 조건에서 출발하지 않고, 동일한 의무를 지려 하지 않는다면 작게나마 싹을 틔운 여자의 인권은 다시 예전처럼 돌아갈 것이라며 여자라는 이유로 어떠한 특혜나 우대를 원하지 말 것을 촉구하였다.
일엽은 신여자와 폐허지, 동아일보 등에 '먼저 현상을 타파하라', '우리 여자의 요구와 주장', '여자교육의 필요' 등의 글을 계속 발표하였다. 그는 "조선 남자들이 여자의 무조건적인 공순과 복종에 행복을 느끼고 유타(遊惰)의 폐습과 나약의 심연에 빠져 생존경쟁에서 낙오자가 됨으로써 가정은 불완전하고 사회는 야매하고 국가는 빈약하여졌다"고 신랄하게 비판하였다.
그는 여성이 해방되는 방법으로 여자들도 교육의 기회를 누려야 함을 역설하였다. 또한 여성의 구직 활동과 정치참여 등 여자의 사회 참여론을 적극 주장하였다. 깨이니 못하면 남자들로부터 독립할 수 없음을 지적하고 지식인 여성의 농촌, 하층민 여성의 계몽, 교육활동에 적극 참여해줄 것을 호소했다. 김원주 자신도 손수 룡강군과 대동군의 야학에 나가 농촌 부녀들에게 글과 숫자 등을 가르쳤다.

### 개인주의론
그는 1920년대에 개인주의를 제창, 옹호하였다. 개인의 권리와 자유가 사회나 조직보다 더 우선시되어야 한다고 하였다. 개인의 권리는 천부인권으로 타인에게 피해를 끼치지 않는다면 함부로 침해해서는 안되는 신성불가침의 권리라 하였다.
| “ | 인생이 개인주의적인 사상에서 다 같이 완성되며, 세계는 한없이 자유롭고 아름답게 될 때를 나는 기대하고 있다. 사람들은 각각 자기의 세계를 창조하고 향락하기 위해서, 남의 생활을 간섭치 않으며 간섭해서도 아니되며 또한 자기의 생명과 인격의 권위를 보존하기 위해서는 남의 생명과 인격도 같이 존중히 여길 때가 올 것을 나는 확신하고 있다. | ” |

그는 개인주의가 확산될 수록 다른 사람의 생각과 권리도 존중하는 것이 자연스럽게 확산될 것이라고 전망하였다.
그는 일본 유학 시절 읽은 입센의 인형의 집의 주인공인 노라를 높이 평가했다. 그는 가정과 남자로부터 독립하고 스스로 자립하는 주인공 노라의 자립하는 여성상을 특히 높이 샀다. 1922년 발표한 단편논설 노라(1922)에서는 인형의 집의 주인공 노라를 평하면서, 개인주의적인 성향의 여자의 등장이 곧 사회의 발전에 보탬이 된다고 하였다. 그는 '우리 조선 여자 사회에 나타난 노라라는 여성'은 '잠을 깨고 자기의 의식을 분명히 알게 하는 새벽빛이다.'라며 '각성하지 않은 노라는 인문 발달상에 방해가 되고, 그 상태가 지속되면 이 사회는 고만고만한 암흑의 지옥이 된다.'라고 보았다.
그는 노라(1922)에서 '우리 사회에도 무수한 노라가 쏟아져 나오기를 충심으로 바란다'고 하였다. 그는 자기애와 자아에 대한 확신을 가진 노라가 사회의 발전의 초석이 될 것이라 하였다.
그는 개인주의를 적극 옹호하였다. 그는 개인주의가 확산될 수록 남의 권리도 존중받게 될 것임을 역설했다. 어느 강연에서 그는 '자기의 생명 가운데 남의 생명을 발견하며, 남의 인격 가운데 나의 인격의 존엄성을 보게 되는 거인적인 개인주의의 시대가 올 것을 믿는다'고 확신하였다.
그는 천부인권설을 받아들여 유교의 수직적, 위계질서적 인간관계를 부정, 비판했다. 사회나 조직보다 개인의 권리가 더 소중하며 어떤것도 개인의 권리를 함부로 침해해서는 안 된다는 주장은 성리학자들과 남자 지식인들, 조선총독부나 친일파, 독립운동가에 이르는 다양한 계층의 반감을 불러왔다.

### 복식 개혁론
일엽은 여성의 사회적 활동을 크게 제약하는 복식 개혁을 부르짖었다. 그는 옷이 갖추어야 할 3대 조건으로 위생, 예의, 자태를 든 후 대한민국 여성의 의복에서 허리나 허리띠로 가슴을 겹겹이 동여매는 것을 비판하면서 서구 부인들이 건강한 이유를 “가슴을 동여매지 않고 젖퉁이와 허리를 벌겋게 드러내고 다니기 때문”이라고도 하였다.
그는 자신이 직접 고안한 개량복 만드는 법을 상세히 설명하고 몸소 이를 착용하였다. 이에 대해 나혜석은 옷을 헐렁하게 입으면 되지 않느냐며 반론을 제기하기도 했다. 이 과정에서 그는 금기시되던 언어인 여성의 가슴, 젖퉁이라는 단어를 과감하게 사용하여 남자 지식인들과 유교 성리학자들로부터 사회를 타락시키려 한다는 이유로 비난을 받았다.

### 자유 연애론
김일엽은 "연애란 감정이기 때문에 이지적으로 말할 수 없을 뿐더러 사람은 언제나 사랑 없이는 살아갈 수 없는 동물인데 그 사랑의 대상을 두루 찾다가 마음에 드는 이가 나서면 모든 사랑이 그리로 쏠리게 되는 것"이라 보았다. 또한 연애와 결혼은 사람의 감정이 중요한 것이므로 금전 문제나 거래가 있어서는 안 된다고 주장하였다.
김원주는 자유연애를 지지하며 특히 봉건적 가부장제하의 여성정절 이데올로기에 대해 공격하였다. 그의 '신정조론'은 여성에게만 정절을 강요하는 차별적인 성윤리에 대한 대남성투쟁의 차원을 넘어서 '재래의 모든 제도와 전통과 관념에서 멀리 떠나 생명에 대한 청신한 의미를 환기코저 하는 우리에게는 무엇보다도 먼저 우리들의 인격과 개성을 무시하는 재래의 성도덕에 대하여 열렬히 반항하지 않을 수 없습니다… 정조는 결코 도덕도 아니오, 단지 사랑을 백열화시키는 연애의식과 같이 고정한 것이 아니라 유동하는 관념으로 항상 새로울 것입니다…'라고 하면서, 불륜도 하나의 취향이라 하였다. 다만 그는 정조를 부정하지는 않고 연인과 남편이 있을 때는 지켜야 된다는 절충적 입장을 보였다.
그는 진정한 사랑은 조건과 대가가 없이 남자와 여자가 서로 좋아야 하는 것이라 하였다. 그 과정에서 성교는 필수적인 것으로 규정지었다.
김일엽은 여성은 어머니 아니면 창녀라는 이분법적 시각에 저항하였다. 그는 불륜으로 간주되던 관계조차 과감히 인정하려 하였다. 그녀의 '자유연애론' 및 '신정조론'은 사회로부터의 이목이나 전통적인 윤리의식을 철저히 부정한 오직 '나'를 위한 의지의 발로이며, 또 그 이론을 직접 실천했다는 점에서 사회규범에 대한 정면 공격이었다. 그는 다른 사람에게 피해를 주지 않는 한 자유로운 연애를 할 수 있어야 된다는 주장을 펼쳤다.

### 성 해방론
김원주는 '나의 정조관'에서 순결의 무의미함을 주장했다. 그는 사랑과 성에 대해서 그는 자유롭게 해방되어야 한다는 주장을 하였다. 청년, 사춘기 청소년들의 자유로운 연애와 성관계를 그는 허용할 것을 공공연히 주장하였다.
| “ | 일체 생명은 사랑에서 우러나는 서로 돌보아지고 유대되는 힘과 섹스로 생산되는 번식력이 없다면 현실인 육체적 생명은 자멸할 것이다. 사랑과 섹스로 살아가는 것이 생명이지만 삶이 있기 전의 생명을 주제로 삼아 사랑과 섹스를 잘 조리하는데 따라 생명적 생활과 비생명적 생활을 하게 되는 것이다… 나는 사랑의 상징은 꽃이라고 생각한다. 꽃은 극히 착하고 가장 부드럽다. 또한 너그럽다. 그리하여 꽃의 세계에서는 쏘는 벌이나 썩히는 쇠파리까지 웃으며 맞아들인다. 그보다 더 힘이 세고 너그럽고 아름다운 것은 사랑이다. 그러니 가장 감수성이 부하고 열정이 왕성한 사춘기 청년 남녀의 일을 누가 시비할 수 있을 것인가!? | ” |

그는 이런 저런 소설과 작품, 칼럼 등을 통해 사랑에 대한 적극적인 예찬을 하고, 자유로운 연애와 성에 대한 해방을 주장하였다. 또한 육체적 정조론에 대해 정신적 신정조론을 주장함으로써 당시 사회에 하나의 성혁명이라 할 만큼 진보적인 주장을 펼쳐 당시 사회에 충격을 주었다.

### 정조에 대한 관점
1920년대에 그는 강연활동과 사회 활동, 신문 발표 등을 통해 육체적 순결보다 정신적 순결이 더 중요하다는 주장을 하였다. 그 뒤 1924년 그는 정조는 육체가 아닌 정신에 있다는 ‘신정조론’을 주장하였다. 또한 여자에게만 정조와 순결을 요구하는 것은 부당하다며 저항하였다. 1924년 신(新)정조론을 주창한 김일엽은 정조에 대해 ‘사랑을 떠나서는 타 일방에서 구할 수 없는 본능적 감정'이라며 결혼 여부, 순결 여부 보다 연애, 결혼 중에 상대방에 대한 신의를 지키는 것이 소중하다고 하였다.
그러나 여성에게만 정조를 요구하는 것이 부당하다는 항거를 넘어 여성도 ‘이것저것 맛 좀 보자’는 주장은, ‘애욕의 순례자’라는 비난을 여성들에게서 듣기도 했다.

### 자유주의 수용과 여성계몽론
김원주, 나혜석 그리고 김명순 등으로 대표되는 부류의 신여성은 동경 유학시절 공통된 경험을 했는데, 서구의 자유주의와 개인주의 사상의 수용, 낭만적 사랑이야기를 담은 고전 소설 탐독, 일본의 여성 선각자 목격 그리고 조혼으로 인해 대부분 기혼이었던 조선인 남자유학생들과의 연애 등이 그것들이다.
이러한 유학시절의 경험을 통해 그들은 신여성으로서의 개성과 인격을 가진 존재임을 자각하게 되었고, 자신들을 포함한 여성이 봉건적 유습에서 해바되기 위해 자유 연애를 옹호해야 한다고 주장하기에 이르렀다.

## 작품성
12세 때 〈동생의 죽음〉이라는 신체시를 썼고 이화학당 시절 '이문회'(梨文會] 활동을 했다. 그의 작품은 초반에는 남녀간의 연애, 이성에 대한 그리움이 담긴 시, 작품이 주류였으나, 불교에 귀의하면서 선시(禪詩)들도 등장하기 시작하였다. 폐허지 2호에 '먼저 현상(現象)을 타파하라' 등의 글을 발표했다. '먼저 현상을 타파하라' 등에서는 여성들의 자유로운 연애활동 및 남자와 기성사회의 편견에 안주하지 말 것을 호소하는 등의 여성 계몽적인 성향의 논설, 칼럼들이었다.
또한 소설로는 신민공론(1921년 6월)에 발표한 혜원이나 문예시대(1927년 1월)에 발표한 단장 등의 단편을 발표했다. 1920년부터 '계시'(1920), '어느 소녀의 사'(1920) 등의 단편소설들을 발표하였고, 시, 수필도 창작하였다. 초기의 시 작품들은 대체로 7‧5조, 4‧4 조의 창가 형태에 계몽적 성격을 담고 있으며, 중반기 작품인 짝사랑, 그대여 웃어주소서 등의 작품에서는 사랑과 고뇌의 절규를 노래하고 있다. 소설 작품에서는 여성의 해방과 자각을 주된 내용으로 하고 있다.
1928년 속세에 환멸을 느끼고 입산한 이후에는 불교적 색채의 사념적인 작품들이 많다. 만년작들 중 시 오도송(悟道頌), 절구 등에서는 어느 특정한 현상이나 형식에 집착하지 않고 사물, 중생을 자신과 하나로 보는 미학을 보여주었다. 수필 불도를 닦으며는 입적 내력과 불교적 깨달음이 깊이 아로새겨져 있다. 그리고 수필집 청춘을 불사르고(1962)와 행복과 불행의 갈피에서(1965)는 인생에 대한 사색과 불교 정신을 주제로 하고 있다.

## 가족 관계
대한민국의 정치인 정일형이 그의 의붓 동생이었고, 여자 법조인인 이태영, 목사 겸 정치인 이윤영 등과도 인척관계였다.
- 아버지 : 김용겸(金用兼, 1868년 - 1913년)
- 어머니 : 이말대(李馬大, 1873년 - 1900년)
  - 여동생 : 김인주(? - 1907년)
  - 남동생 : 요절
  - 남동생 : 김진범(金鎭範)
  - 여동생 : 김진숙
- 계모 : 한은총(韓恩寵)
  - 의붓 동생 : 정일형(鄭一亨, 1904년 ~ 1982년), 정치인
  - 의붓 올케 : 이태영(李兌榮, 1914년 ~ 1998년), 변호사
  - 의붓 동생 : 정신형
  - 남편 : 이노익(李魯益, 1921년 이혼)
  - 정인 : 오오타 세이죠(太田淸長, ? - 1970년)
    - 아들 : 김태신(1922년 9월 - , 법명은 일당, 불교승려)
- 인척 : 이윤영, 외가쪽 인척이다. 이윤영의 처 이말대와 김일엽의 어머니 이말대는 동명이인이다.

## 평가와 비판
한국의 근대문학 초기에 여성으로서 대담한 사회활동과 아울러 남성들과 어깨를 나란히 하여 작품활동을 함으로써 오랫동안 폐쇄된 규범 속에 묻혀 있어야 하였던 대한민국 여성들이 사회진출과 문학활동에 참여할 수 있는 길을 열어놓았다는 점은 높이 평가받을 만하다는 평가도 있다.
그동안 ‘사랑에 실패하고 입산한 글 잘 쓰는 비구니’라는 이미지에 가려 스님의 구도자적 삶에 대한 평가가 상대적으로 소홀했다는 평이 있다. '성해방론을 누구보다도 부르짖었고, 여성문학에 있어 로만티시즘을 정확하게 걸어간 사람도 없다'는 평가도 있다.
1907년 그의 동생이 죽었을 때 12세에 지은 시 <동생의 죽음>은 육당 최남선이 지은 순 한글 국문체시 <해에게서 소년에게>(1908)보다 1년 앞서 쓰여진 국문 자유시라는 점이 알려지면서 문학사의 새로운 평가로 주목받기도 하였다.
김일엽은 신여자의 발간을 물질적으로 후원해 준 남편과 이혼한 뒤 남성 편력을 거쳐 출가하였다. 이 역시 비판의 도마에 오르기도 했다.
한편 그의 문학적 특성은 예술성보다도 주제에 비중을 두고 있기 때문에 작품자체는 그다지 높이 평가할 만한 것은 못 된다는 비판도 있다.

## 기타
- 일엽은 그의 호이자 불교 승려가 된 뒤의 법명으로도 썼다. 이는 춘원 이광수가 그의 문체와 문장력을 높이 평가하여 '한국 문단계의 일엽'이 되라는 뜻에서 일엽이라 지어주었다.
- 아들 김태신은 일본에서 화가로 활동했고, 제주도 출신 한국인 여자와 만나 결혼, 자녀까지 두었으나 도미, 1988년 미국 뉴욕에서 승려가 되었다.
- 당시 전체 불교 승려들 중에서 드물게 만공 선사의 법을 직접 전수받았으며, 이는 비구니로서는 유일한 일로 알려져 있다.[1]
- 동명이인으로 일본 유학생이며 동경잠사학교 출신의 매일신보기자 김원주(金源珠)도 있다. 김원주는 황해남도 진남포 출신으로, 김원주가 매일신보사에 재입사했을 무렵 매일신보사에 근무하였다.

## 같이 보기
| - 신여자 - 수덕사 - 동아일보 - 조선일보 - 오다 세이조(太田 淸藏) - 자유주의 - 자유 연애 - 여성 해방 운동 - 나혜석 - 박인덕 - 김명순 - 이광수 - 강경애 - 송계월 - 허정숙 - 이응로 | - 3·1 만세 운동 - 자유주의 - 여성주의 - 수덕사 - 덕숭산 - 금강산 - 서봉암 - 남연군 묘 - 이성혜 - 만공 - 백성욱 - 임노월 - 정칠성 - 정종명 - 한용운 - 하윤실 | - 불교 - 이화학당 - 표현의 자유 - 사상의 자유 - 알렉산드라 콜론타이 - 판위량 - 일당 - 김진 - 춘성 |

## 참고 자료
- 박제천 (1998년 2월 1일). 〈여성 시인들〉. 《한국의 명시를 찾아서》. 서울: 문학아카데미. ISBN 89-400-4005-8.
- 김일엽(1896-1971):최초의 여성잡지「신여자」창간, 최초의 여성주간[깨진 링크(과거 내용 찾기)]
- '청춘을 불사르고'의 저자 김일엽 스님 문화재단 출범한다 조선일보 2011.03.09
- 보관됨 2016-03-04 - 웨이백 머신 [7] 여성의 역사를 남긴 사람들-김일엽(1896-1971) 경남여성신문
- 한국여성개발원, 《한국역사속의 여성인물 (하)》 (한국여성개발원, 1998)
- 최혜실, 《신여성들은 무엇을 꿈꾸었는가》 (생각의 나무, 2000)
- 김일엽, 청춘을 불사르고 (문선각, 1962)
- 동아일보, 문단 반세기 (15) 제1세대 여류문인들, 동아일보 1973년 5월 4일자 제5면, 생활/문화면

## 관련 서적
- 김일엽, 《김일엽-잿빛 적삼에 사랑을 묻고》 (김상배 편, 도서출판 솔뫼, 1982)
- 이상경, 《한국근대여성문학사론》 (소명출판, 2002)
- 한국여성문학학회, 《한국 여성문학 연구의 현황과 전망》(소명출판, 2008)
- 유진월, 《김일엽의 신여자 연구》 (푸른사상사, 2006)
- 상허학회, 《상허학보 13집》 (상허학회, 깊은샘, 2004)
- 한국여성개발원, 《한국역사속의 여성인물 (하)》 (한국여성개발원, 1998)
- 박숙자, 한국 문학과 개인성 (소명출판, 2008)
- 최혜실, 《신여성들은 무엇을 꿈꾸었는가》 (생각의 나무, 2000)
- 김일엽, 청춘을 불사르고 (문선각, 1962)